# Трудолюбівка (Комишуваська селищна громада)
Трудолю́бівка —  село в Україні, у Комишуваській селищній громаді Запорізького району Запорізької області. Населення становить 13 осіб. До 2016 року орган місцевого самоврядування  — Щасливська сільська рада.

## Географія
Село Трудолюбівка розташоване за 44 км від обласного центру, на відстані 1 км від селища Калинівка та за 1,5 км від села Оленівка. Поруч пролягає залізниця Запоріжжя II — Пологи, станція Кирпотине (за 5 км).

## Історія
Село засноване 1897 року.
7 (20) листопада 1917 року, відповідно до Третього Універсалу Української Центральної Ради, увійшло до складу Української Народної Республіки.
12 червня 2020 року, відповідно до розпорядження Кабінету Міністрів України від № 713-р «Про визначення адміністративних центрів та затвердження територій територіальних громад Запорізької області», Щасливська сільська рада увійшла до складу Комишуваської селищної громади.
19 липня 2020 року, в результаті адміністративно-територіальної реформи та ліквідації Оріхівського району, село увійшло до складу Запорізького району.